# Руис де Галаррета, Иньиго
Иньиго Руис де Галаррета Эчеберрия (исп. Iñigo Ruiz de Galarreta Etxeberria; род. 6 августа 1993, Эйбар) — испанский футболист, полузащитник клуба «Атлетик Бильбао». 

## Карьера
Родился в Эйбаре. Начал футбольную карьеру в академии клуба «Атлетик Бильбао», присоединившись туда в 2003 году. 14 декабря 2011 года в гостевом матче Лиги Европы против «Пари Сен-Жермен» (2:4) он дебютировал в профессиональном футболе, выйдя на замену Борхе Экиса.
5 августа 2013 года был отдан в аренду клубу «Мирандес». За это время нахождения в «Мирандесе» он провёл 11 матчей и забил один гол. 
В последующие годы карьеры он поиграл в многих испанских клубах. Некоторые из этих клубов — это «Леганес», «Барселона Атлетик» и «Лас-Пальмас». 
2 сентября 2019 года подписал четырёхлетний контракт с «Мальоркой» и был отправлен в аренду обратно в «Лас-Пальмас».
7 июня 2023 года вернулся в «Атлетик Бильбао», подписав соглашение с клубом на два года. 
5 ноября 2023 в матче чемпионата Испании против «Вильярреала» (3:2) он забил свой первый гол за родную команду.
24 мая 2025 года контракт игрока с клубом был продлён ещё на два года.

## Достижения
«Атлетик Бильбао»
- Обладатель Кубка Испании: 2023/24